# ایندوهایس
ایندوهایس (خوک هندی) سرده ای از یک پنجه‌روی جفت‌سم‌سان است که سنگوارهٔ آن مربوط به دورهٔ ائوسن در هیمالیا پیدا شد. این جانور موش‌گوزن از خانوادهٔ نزدیک به نهنگ‌ها است.
این جانور اندامی به بزرگی راکون یا گربهٔ اهلی دارد اما رد پایی از ویژگی‌های نهنگ‌ها در آن دیده می‌شود گویی برای زندگی آبی کمی بهینه شده‌است. استخوان‌های این جانور شبیه جانوران امروزی مانند اسب آبی است به گونه ای که به آنها این توان را می‌دهد تا بتوانند در زیر آب شناوری داشته باشند. احتمالاً دلیل زنده ماند موش‌گوزن و موش‌آهوی آبی آفریقایی همین ویژگی است. این جانوران وقتی از سوی یک پرندهٔ شکاری تهدید می‌شوند به زیر آب می‌روند و چند دقیقه آنجا پنهان می‌شوند.